# Die Schlager des Jahres Tour 2014
Bei der Die Schlager des Jahres Tour 2014 handelt es sich um eine einmalig stattgefundene Veranstaltung mit Schlagerkünstlern, die aus der Musikshow Die Schlager des Jahres hervorging.

## Hintergrund
Bei der Die Schlager des Jahres Tour 2014 handelt es sich um eine einmalig stattgefundene Veranstaltungsreihe, die unter dem Motto „Schlager-Elite trifft Schlager-Nachwuchs“ stand. Die Konzertreihe ging aus der Musikshow Die Schlager des Jahres des Mitteldeutschen Rundfunks hervor. In dieser präsentierte der deutsche Schlagersänger Bernhard Brink seinerzeit seit 1995 die erfolgreichsten Schlager-Hits eines jeden Jahres. Brink führte auch während dieser Tour durchs Programm.
Die Tour erstreckte sich über einen Zeitraum von fünf Wochen und führte die teilnehmenden Interpreten durch 19 deutsche Städte. Als Teilnehmer für das Debüt dieser Veranstaltungsreihe konnte man Andy Borg, Simone & Charly Brunner, Fantasy, Alexandra Lexer, Nicole und Wolkenfrei gewinnen. Eintrittskarten konnte man durchschnittlich für etwa 43,00 Euro erwerben, regulärer Konzertbeginn war in der Regel gegen 20:00 Uhr.

## Teilnehmer

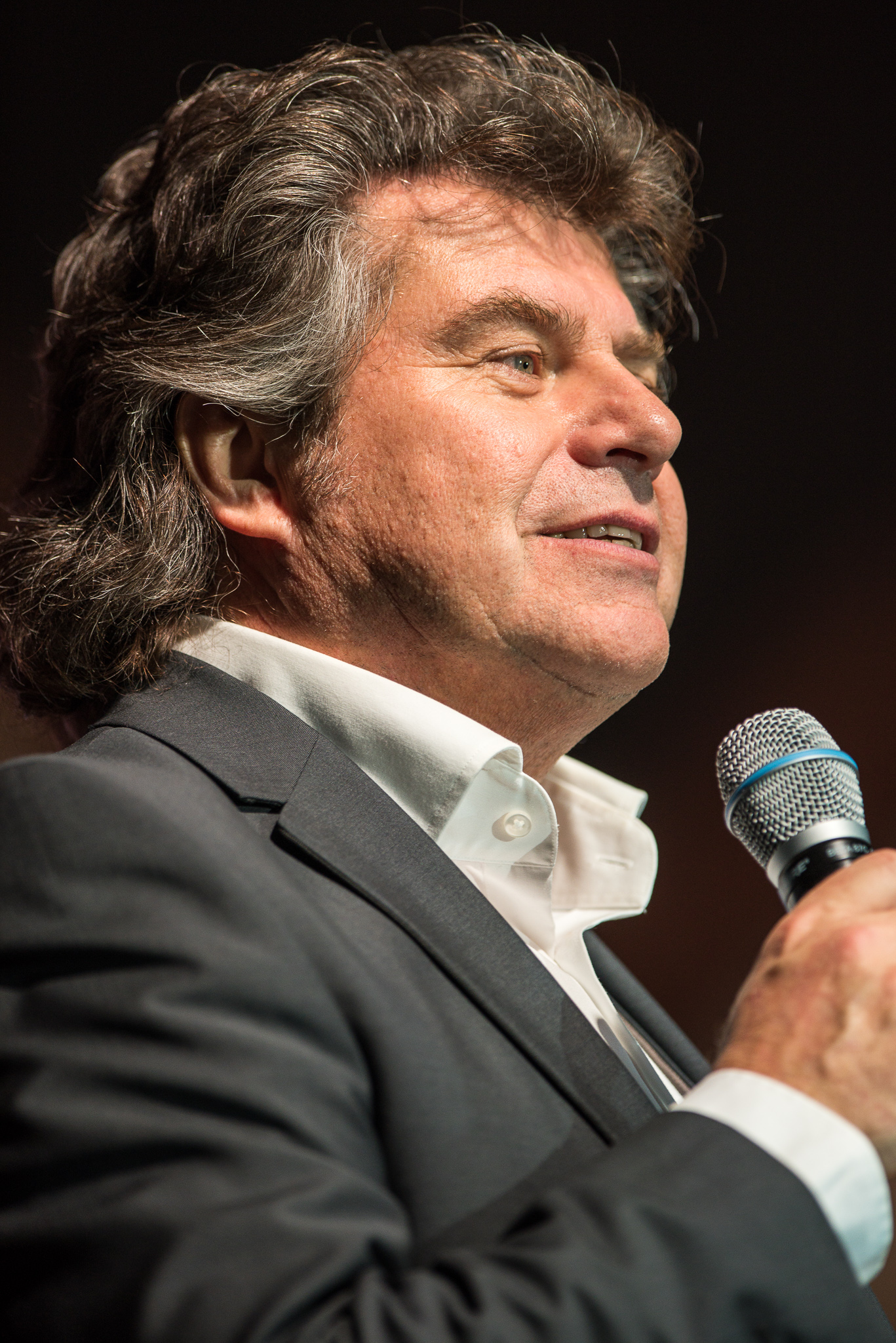
Andy Borg
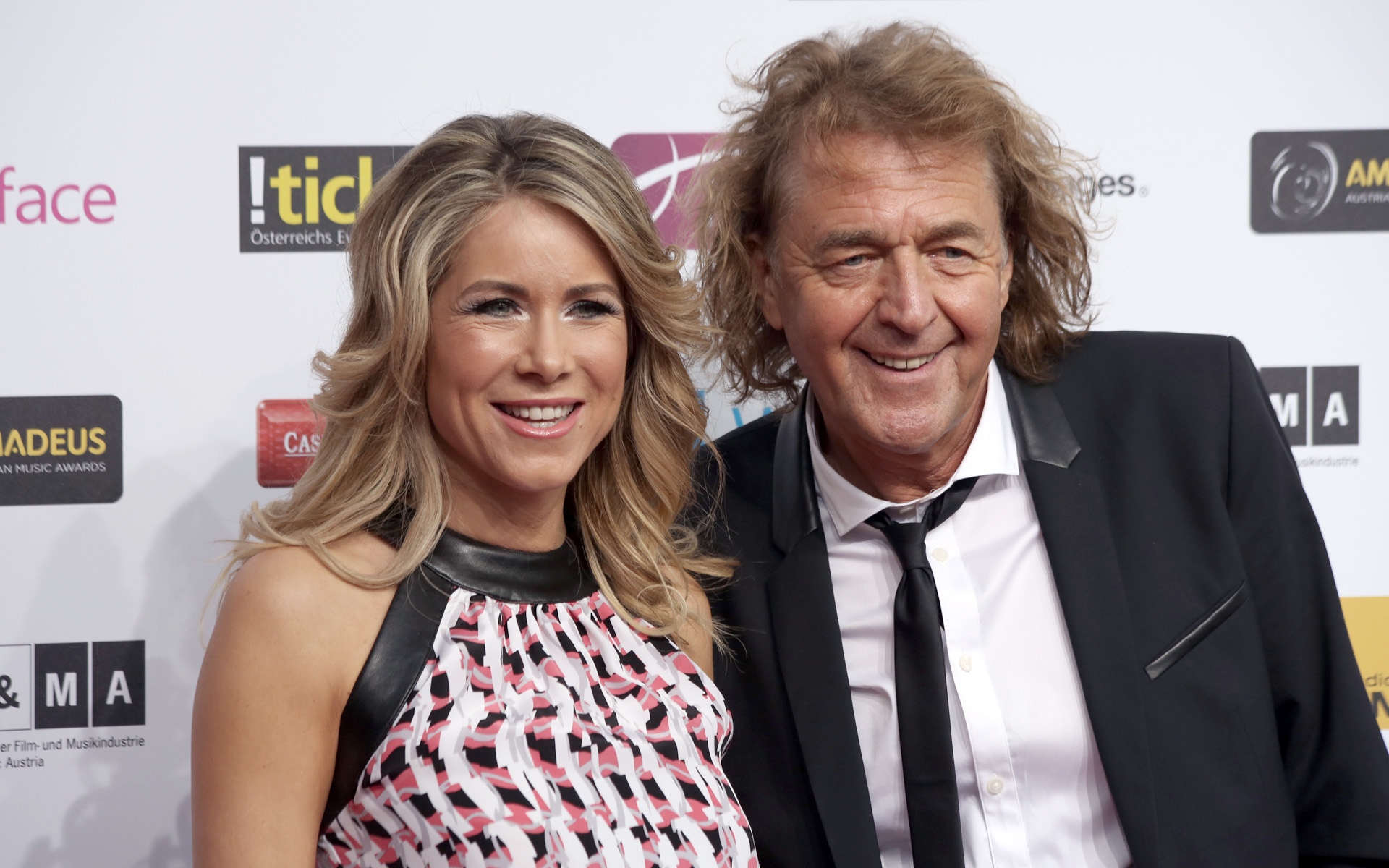
Simone & Charly Brunner
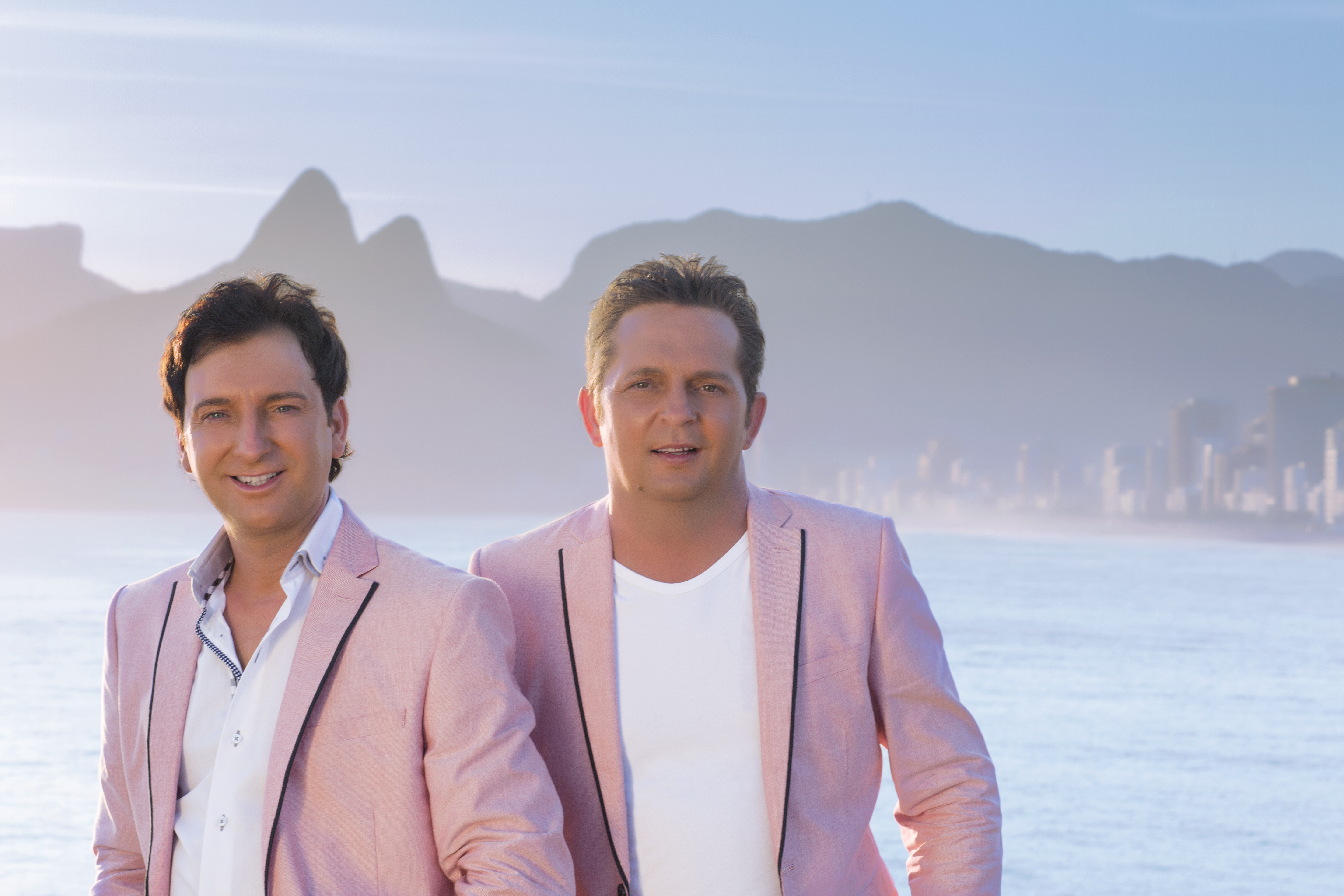
Fantasy
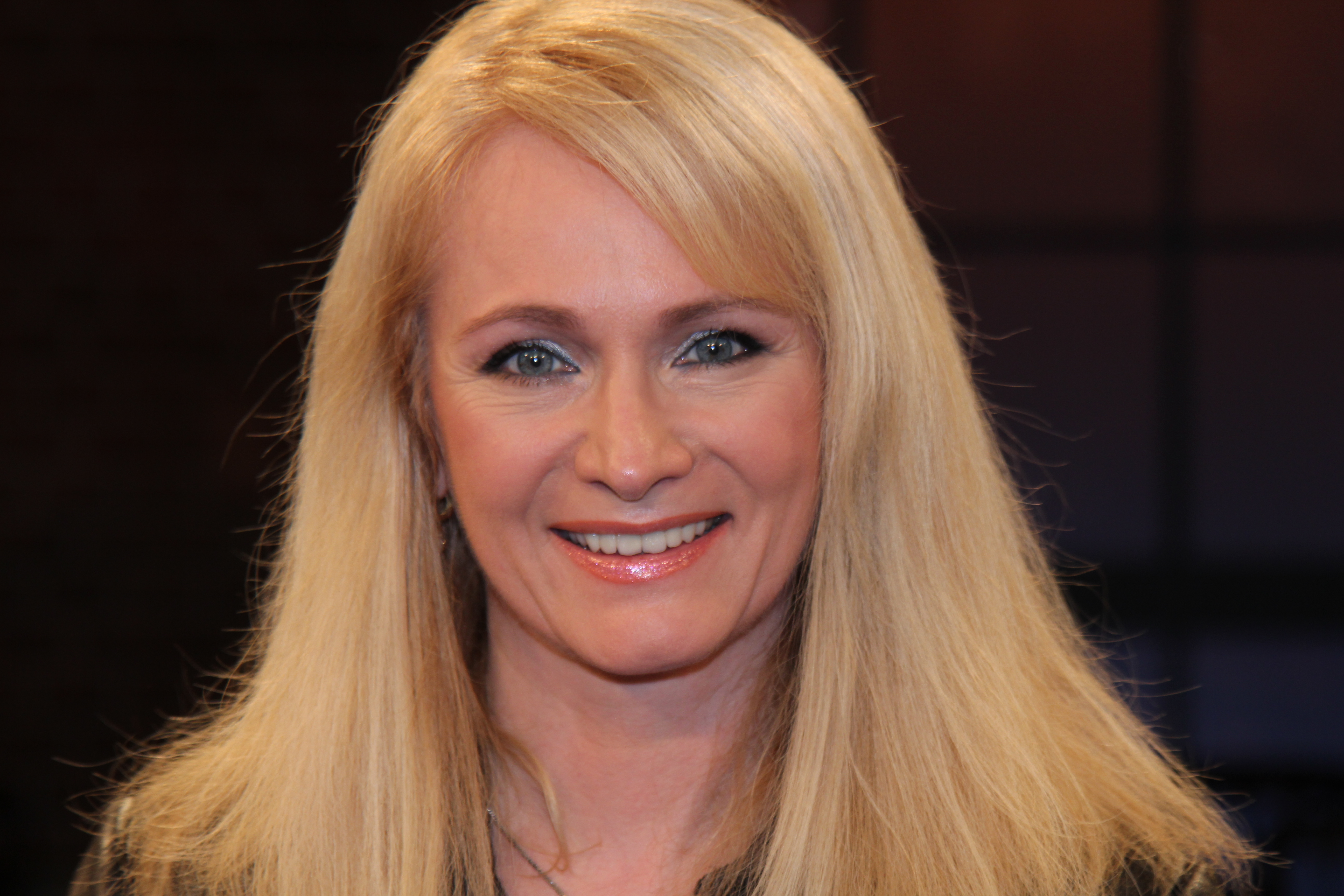
Nicole
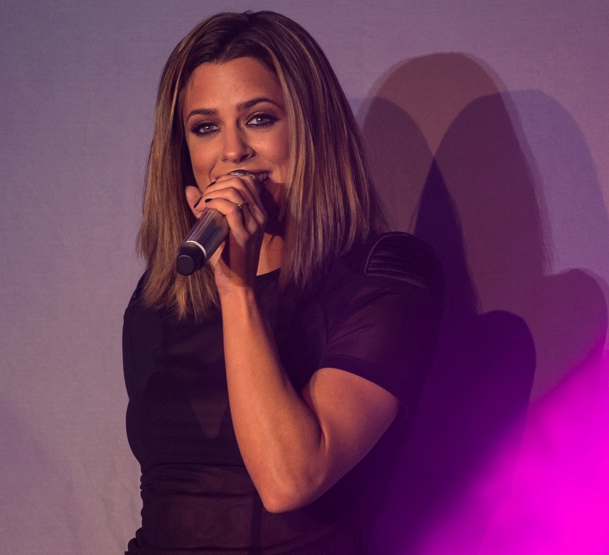
Wolkenfrei (Vanessa Mai)

## Touränderungen
Ursprünglich sollte die Konzertreihe 20 Konzerte beinhalten. Ein für den 20. März 2014 geplantes Konzert in der Luise-Albertz-Halle in Oberhausen musste aus unbekannten Gründen abgesagt werden. Die bereits für Oberhausen vertriebenen Tickets konnten gegen Vorlage für ein Ticket in Dortmund (13. Februar 2014) oder Siegen (21. März 2014) eingetauscht werden.

## Tourdaten
| Datum            | Stadt             | Veranstaltungsort          | Land        |
| ---------------- | ----------------- | -------------------------- | ----------- |
| 13. Februar 2014 | Dortmund          | Westfalenhallen            | Deutschland |
| 14. Februar 2014 | Delbrück          | Stadthalle                 | Deutschland |
| 16. Februar 2014 | Nürnberg          | Meistersingerhalle         | Deutschland |
| 17. Februar 2014 | Chemnitz          | Stadthalle                 | Deutschland |
| 18. Februar 2014 | Cottbus           | Stadthalle                 | Deutschland |
| 20. Februar 2014 | Straubing         | Joseph von Fraunhoferhalle | Deutschland |
| 22. Februar 2014 | Frankfurt am Main | Jahrhunderthalle           | Deutschland |
| 23. Februar 2014 | Berlin            | Tempodrom                  | Deutschland |
| 10. März 2014    | Magdeburg         | Stadthalle                 | Deutschland |
| 12. März 2014    | Freiburg          | Konzerthaus                | Deutschland |
| 13. März 2014    | Karlsruhe         | Stadthalle                 | Deutschland |
| 14. März 2014    | Augsburg          | Kongress am Park           | Deutschland |
| 16. März 2014    | Reutlingen        | Stadthalle                 | Deutschland |
| 17. März 2014    | Kempten           | kultBOX                    | Deutschland |
| 18. März 2014    | Ludwigsburg       | MHPArena                   | Deutschland |
| 19. März 2014    | Erfurt            | Messe Erfurt               | Deutschland |
| 21. März 2014    | Siegen            | Siegerlandhalle            | Deutschland |
| 22. März 2014    | Rostock           | Stadthalle                 | Deutschland |
| 23. März 2014    | Leipzig           | Arena Leipzig              | Deutschland |